# اریک دکر
اریک دکر (هلندی: Erik Dekker؛ زادهٔ ۲۱ اوت ۱۹۷۰) دوچرخه‌سوار اهل هلند است.
وی در مسابقات کشوری و بین‌المللی در مجموع برندهٔ ۱ مدال نقره شده‌است.